# Судзаки, Миу
Миу Судзаки (яп. 須崎 海羽 Suzaki Miu, род. 15 декабря 1999, Нагоя) — японская фигуристка. Вместе со своим партнером по катанию на коньках Рюити Кихара она двукратный призер Азиатского трофея и чемпионка Японии 2018 и 2019 года. Они принимали участие на Олимпийских играх, чемпионате четырех континентов и в серии Гран-при.

## Карьера

### Ранние годы
Судзаки начала кататься на коньках в 2004 году. Она заняла 13-е место в соревнованиях женщин-одиночниц на юниорском чемпионате Японии 2014 года.

### Сезон 2015/2016
Судзаки решила соревноваться в парах в сезоне 2015/2016. О ее партнерстве с Рюити Кихара было объявлено в июне 2015 года. В декабре они завоевали бронзовую медаль на чемпионате Японии. В их первом сезоне они не выступали на международных соревнованиях.

### Сезон 2016/2017
После завоевания своей первой международной медали (бронза) на Азиатском трофее в начале августа 2016 года в Маниле Судзаки и Кихара завоевали серебро на чемпионате Японии в декабре. Заняв двенадцатое место в короткой программе и четырнадцатое в произвольной программе, они финишировали тринадцатыми в общем зачете на чемпионате четырех континентов 2017 года, проходившем в феврале в Канныне.

### Сезон 2017/2018
Судзаки и Кихара начали свой сезон с серебра на Азиатском трофее в августе 2017 года. Дебютировав в серии Гран-при, они финишировали восьмыми на NHK Trophy 2017 в ноябре. Они выиграли свой первый национальный титул на чемпионате Японии 2018 года и вошли в состав сборной Японии на зимние Олимпийские игры 2018, где они соревновались как в командном турнире, так и в личном, заняв двадцать первое место в последнем и не получив право участвовать в произвольной программе. В командном турнире сборная Японии завершила соревнования на пятом месте. Они завершили сезон на чемпионате мира 2018 года, где заняли двадцать четвертое место, снова не попав в произвольную программу.

### Сезон 2018/2019
В октябре 2018 года Судзаки и Кихара заняли десятое место на соревнованиях Finlandia Trophy. Они заняли восьмое место в Гран-при Хельсинки, их первом Гран-при в сезоне. Они также заняли восьмое место в NHK Trophy. Судзаки и Кихара выиграли второй национальный титул на чемпионате Японии, но Кихара получил сотрясение мозга во время тренировок, которые вынудили их отказаться от чемпионата четырех континентов 2019 года и домашнего чемпионата мира в Сайтаме.

## Программы
| Сезон     | Короткая программа                                                           | Произвольная программа                         | Показательные выступления |
| --------- | ---------------------------------------------------------------------------- | ---------------------------------------------- | ------------------------- |
| 2018/2019 | Malagueña Эрнесто Лекуона                                                    | Turn to Stone Ингрид Майклсон                  |                           |
| 2017/2018 | Yuri on Ice Таро Умэбаяси                                                    | Ромео и Джульетта Нино Рота                    | Yuri on Ice Таро Умэбаяси |
| 2016/2017 | Out of the Garage Дэниел Пембертон Саундтрек из сериала «Миссия невыполнима» | Саундтрек из к/ф «Звездные войны» Джон Уильямс |                           |

## Результаты

### Парное катание
| Соревнование                                           | 15/16 | 16/17 | 17/18 | 18/19 |
| ------------------------------------------------------ | ----- | ----- | ----- | ----- |
| Олимпийские игры — парное катание                      |       |       | 21    |       |
| Олимпийские игры — командный турнир                    |       |       | 5     |       |
| Чемпионаты мира                                        |       |       | 24    |       |
| Чемпионаты четырёх континентов                         |       | 13    | 8     |       |
| Чемпионаты Японии                                      | 3     | 2     | 1     | 1     |
| GP Хельсинки                                           |       |       |       | 8     |
| GP NHK Trophy                                          |       |       | 8     | 8     |
| CS Finlandia Trophy                                    |       |       |       | 10    |
| Asian Open Trophy                                      |       | 3     | 2     |       |
| GP: турнир серии Гран-при; CS: турнир серии Челленджер |       |       |       |       |

### Женское одиночное катание
| Соревнование                                                  | 11/12 | 12/13 | 13/14 |
| ------------------------------------------------------------- | ----- | ----- | ----- |
| Чемпионаты Японии                                             | 28 A  | 13 A  | 13 J  |
| A = категория A среди детей (новичков); J = юниорский уровень |       |       |       |